# Nicușor Dan
Nicușor Daniel Dan (AFI: [nikuˈʃor danˈjel dan]; Făgăraș, 20 dicembre 1969) è un politico, attivista e matematico rumeno, 5º Presidente della Romania dal 26 maggio 2025.
Fondatore e presidente dell'associazione Salvate Bucarest ("Uniunea Salvați Bucureștiul"), negli anni duemila fu una delle principali personalità militanti per la protezione del patrimonio architettonico della capitale rumena. Entrato più volte in contrasto con le autorità a capo dell'amministrazione comunale, nel 2012 e nel 2016 provò a candidarsi come sindaco di Bucarest da indipendente e, sebbene non eletto, sulla scia dei buoni risultati ottenuti creò nel 2016 il partito Unione Salvate la Romania (USR), vicino alle istanze della piattaforma politica che lo aveva sostenuto per le elezioni amministrative, con cui, veicolando un messaggio basato principalmente sulla lotta alla corruzione e sul rinnovamento della classe politica, divenne leader di partito della terza forza alle elezioni parlamentari del 2016.
Eletto dunque deputato, nel 2017 lasciò tuttavia l'USR in conseguenza delle polemiche riguardanti il referendum costituzionale sulla definizione di famiglia.
Nel 2020 fu eletto nuovo primo cittadino di Bucarest con il supporto comune del Partito Nazionale Liberale e dell'Alleanza 2020 USR PLUS. Fu rieletto nel 2024, grazie al sostegno dell'Alleanza Destra Unita.
Candidatosi alle elezioni presidenziali del 2025, viene infine eletto 5º Presidente della Romania.

## Formazione e carriera accademica
Diplomatosi presso il liceo Radu Negru di Făgăraș, in adolescenza fu per due volte campione alle Olimpiadi internazionali della matematica, nel 1987 e nel 1988, in entrambe le occasioni con il massimo dei voti. Studiò poi matematica presso l'Università di Bucarest, laureandosi nel 1992. Si trasferì, quindi, in Francia per seguire dei corsi presso l'École normale supérieure, dove conseguì un master nel 1995, e l'Università Paris 13, dalla quale nel 1998 ottenne un dottorato.
Al termine del percorso di formazione nel 1998 decise di tornare in Romania ricoprendo il ruolo di ricercatore per l'istituto di matematica dell'Accademia romena, motivando la scelta con le difficoltà di adattamento alla cultura francese e con il desiderio di fare qualcosa per cambiare in meglio il paese natio. A tal riguardo nel 2000 fu uno dei fondatori della Scuola normale superiore di Bucarest, ente di insegnamento postuniversitario d'eccellenza in seno all'Accademia romena, costituito sull'esempio dell'omonima istituzione parigina. Oltre che docente, fino al 2006 fu anche direttore esecutivo dell'istituto.

## Attivismo
Nel 1998 lanciò l'associazione "Giovani per l'azione civica" (Tinerii pentru Acțiune Civică, ATAC), che si proponeva di riunire mille giovani che condividevano il proposito di migliorare il paese. Malgrado il fallimento degli obiettivi a lungo termine (si sciolse nel 2002), l'associazione organizzò due raduni rivolti a studenti che vivevano all'estero, nel 2000 e nel 2002, cui parteciparono centinaia di persone. Nel quadro degli eventi realizzati da ATAC, nel 2000 si costituì l'associazione di ricercatori rumeni "Ad Astra".
Nel 2008 creò con altri collaboratori l'associazione Salvate Bucarest, nata per fronteggiare le politiche urbanistiche portate avanti negli anni dell'amministrazione comunale della capitale. Dan, in particolare, si opponeva alla demolizione sistematica di case dal valore storico, alla costruzione di edifici con un numero elevato di piani, all'abusivismo edilizio e alla sparizione degli spazi verdi. Tramite l'associazione nel marzo 2008 redasse il rapporto "Bucarest, un disastro urbanistico" che nello stesso anno portò al "Patto per Bucarest", documento lanciato da trentuno organizzazioni non governative e firmato da tutti i candidati alla funzione di sindaco della capitale nel 2008. Nel 2009 alcune proposte dell'associazione, riguardanti la limitazione del numero di piani per i nuovi edifici di determinate zone, furono incluse nel piano urbanistico della città.
Al 2012 l'associazione aveva vinto ventitré processi contro gli organi dell'amministrazione locale. Nel luglio 2019 i processi vinti erano 163. Tra i successi di Dan vi furono le cancellazioni di un progetto per un parco acquatico di 7 ettari all'interno del Parco Tineretului, della demolizione di varie residenze storiche su Șoseaua Kiseleff, dell'abbattimento del mercato di Piața Matache e della costruzione di un moderno centro commerciale alle spalle dello storico Palazzo Știrbei sito nella centrale Calea Victoriei.

## Carriera politica

### Candidatura a sindaco di Bucarest del 2012

#### Annuncio della candidatura e programma

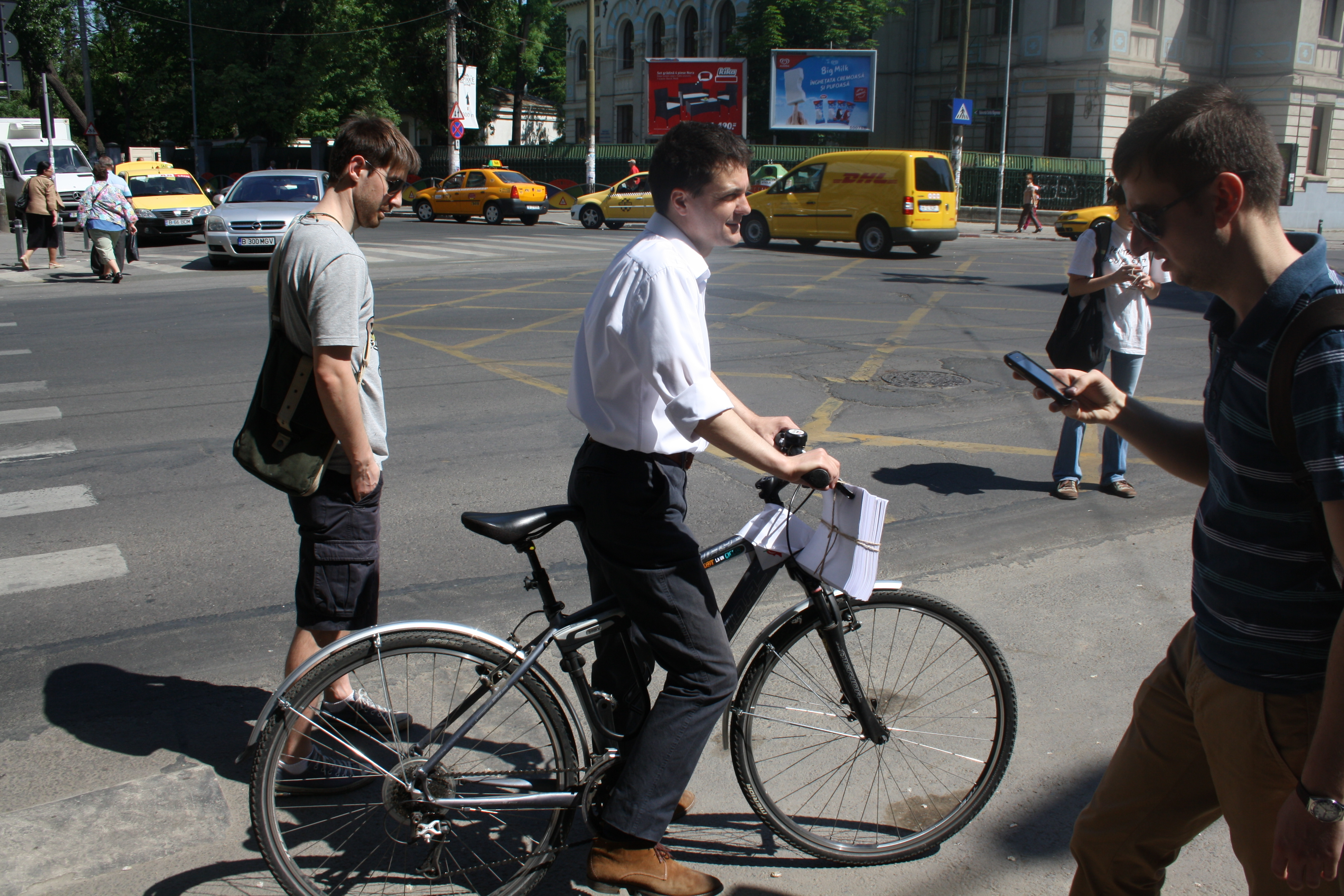
Nicușor Dan per le strade di Bucarest durante la campagna elettorale del 2012.

Le azioni dell'associazione Salvate Bucarest attrassero le antipatie dell'allora sindaco Sorin Oprescu, che rimproverava alle organizzazioni non governative di bloccare lo sviluppo della città. Nicușor Dan, parimenti, fu deluso dal fatto che l'amministrazione comunale avesse ignorato i punti del "Patto per Bucarest", nonostante fosse stata tra i suoi firmatari. Nel novembre 2011, quindi, nel corso di un incontro organizzato in strada Arthur Verona, cui partecipò anche l'ex ministro della cultura Theodor Paleologu, annunciò che si sarebbe candidato da indipendente alla poltrona di primo cittadino.
L'ambizioso programma di Dan prevedeva una maggiore attenzione alla preservazione del patrimonio architettonico della città, al sostegno a soluzioni di trasporto ecologiche e alla trasparenza amministrativa. Propose la realizzazione di una metropolitana leggera di superficie utilizzando le linee già esistenti della CFR, il completamento della Cintura di Bucarest, il rafforzamento e l'indispensabile promozione del trasporto pubblico e la creazione di corsie preferenziali per gli autobus, misure per la messa in sicurezza degli edifici a rischio sismico e la predisposizione di un piano di prevenzione contro i terremoti, la rimozione delle costruzioni illegali all'interno dei parchi, la gestione responsabile del bilancio comunale, trasparenza in materia di assegnazione di appalti e di assunzione di personale. Nelle idee di Dan, Bucarest sarebbe dovuta essere un centro regionale per l'IT, le industrie creative e l'istruzione superiore.
Dan puntò più volte il dito contro quelli che riteneva gli sprechi dell'amministrazione Oprescu, tra i quali oltre un miliardo di euro spesi per la manutenzione degli spazi verdi (cinque volte in più di Parigi) e il prezzo per la costruzione dell'Arena Națională di decine di milioni di euro superiore rispetto a quello della Deutsche Bank Park di Francoforte sul Meno, cui lo stadio di Bucarest si ispirava, sebbene il costo della manodopera e dei materiali in Romania fosse stato ampiamente inferiore. Dan rimproverava il sindaco di aver consentito illegalmente la demolizione di numerosi siti e di aver riconosciuto concessioni edilizie sulla base di documenti fittizi, augurandosi di vederlo condannato in uno della dozzina di processi intentati dall'associazione contro il comune per abusivismo.

#### Campagna elettorale

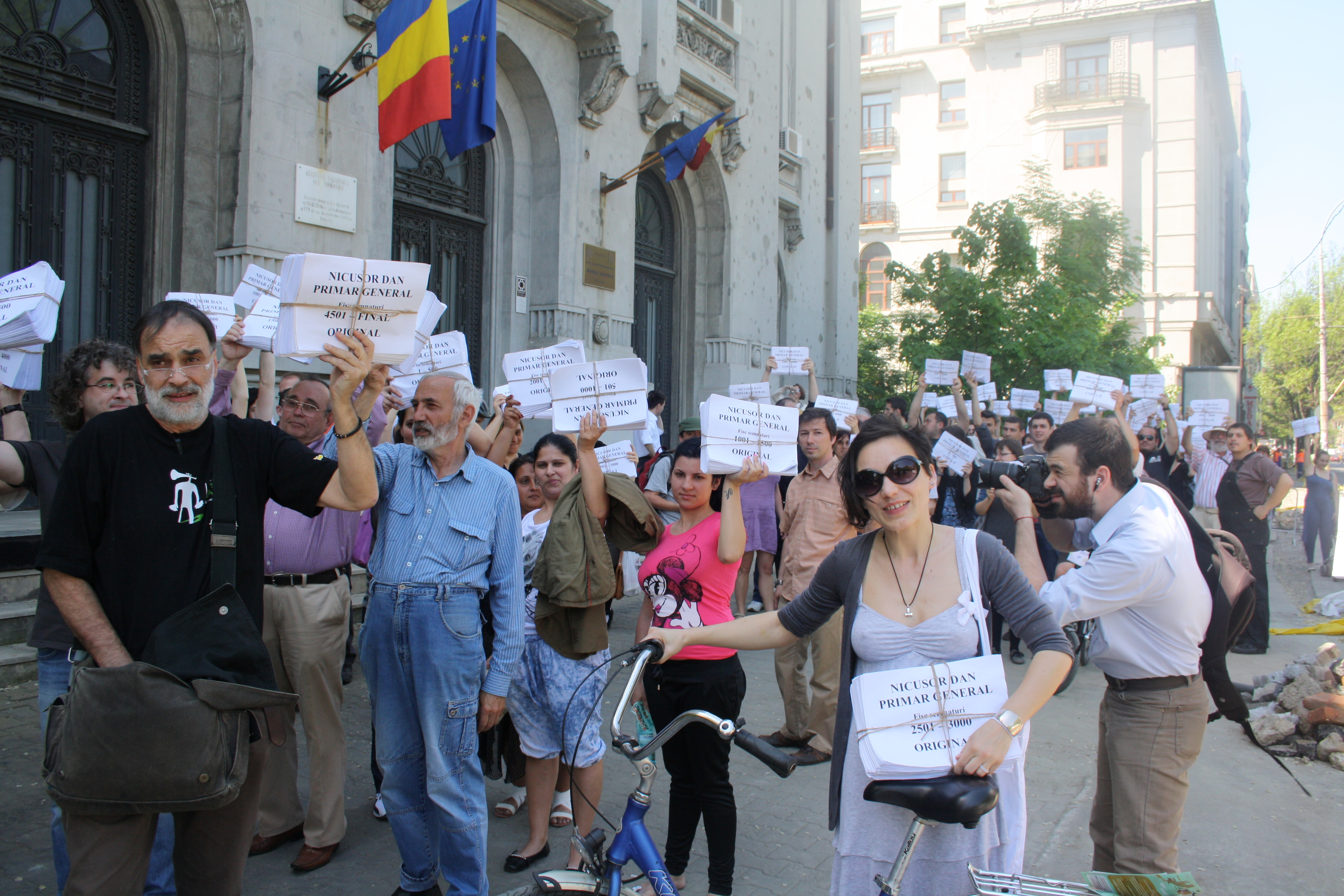
I volontari per la campagna elettorale di Nicușor Dan in occasione della presentazione all'ufficio elettorale delle firme per la sua candidatura.

Il 1º aprile 2012 durante un evento che ebbe luogo di fronte al palazzo del comune di Bucarest presentò un documento chiamato "Sorin Oprescu - 100 bugie" (Sorin Oprescu - 100 de minciuni), in cui enumerava le promesse non mantenute dal sindaco uscente.
Dan riteneva un punto di forza il fatto di essere un uomo al di fuori del sistema politico, che godeva del solo sostegno di alcune organizzazioni non governative, senza l'aiuto di una struttura politica che ne avrebbe finanziato la campagna elettorale. In assenza di sponsor importanti, infatti, il costo totale delle spese per la sua campagna fu di 40 000 euro. Allo stesso modo, si basò sui social network e sul lavoro di un team di volontari per raccogliere le firme finalizzate alla sua candidatura. Il 22 aprile 2012 organizzò un concerto gratuito di dodici ore presso le Arenele Romane, dove si esibirono pro bono sedici artisti rumeni, tra i quali il gruppo Subcarpați. Scopo dell'evento fu quello di raggiungere la soglia delle 36 000 firme necessarie per presentarsi alla tornata elettorale. Nella sola giornata del 22 aprile ottenne 4 000 sottoscrizioni. Il 30 aprile, accompagnato da un centinaio di sostenitori, depositò presso l'ufficio elettorale una lista contenente 53 000 firme.
Tra le personalità che lo appoggiarono pubblicamente figuravano importanti intellettuali come il filosofo Andrei Pleșu, lo storico Andrei Pippidi, il politologo Cristian Preda e lo scrittore Ion Vianu, nonché gli editorialisti Andrei Crăciun (Adevărul), Florin Negruțiu (Gândul) e Neculai Constantin Munteanu (Radio Free Europe), che ne apprezzavano la visione, la concretezza e la serietà in contrapposizione agli altri candidati, malgrado le scarne probabilità di successo.
Pur essendo quotato secondo i sondaggi tra il 3% e il 4%, al voto del 10 giugno 2012 ottenne 66 000 voti, pari all'8,5%, finendo alle spalle di Sorin Oprescu (Unione Social-Liberale), Silviu Prigoană (Partito Democratico Liberale) e Vasile Horia Mocanu (Partito del Popolo-Dan Diaconescu). Nonostante la mole di voti per la posizione di sindaco, alle contemporanee elezioni per consigliere municipale conseguì il 4,7% (37 000 preferenze), sotto la soglia di sbarramento del 5%, perdendo l'opportunità di far parte della giunta comunale.

### Candidatura a sindaco di Bucarest del 2016
Negli anni successivi continuò a militare all'interno della sua associazione, preparando una nuova candidatura alle elezioni locali del 2016. Il 1º luglio 2015 fondò il partito Unione Salvate Bucarest (USB), piattaforma trasversale che si proponeva di risolvere i problemi della capitale e denunciare gli sperperi e la corruzione della classe politica. Nel suo discorso Nicușor Dan attaccava i partiti tradizionali, colpevoli di aver malgestito il patrimonio pubblico. In fase di presentazione del progetto dichiarò: «Verremo con una visione e con il nostro progetto per Bucarest. Non siamo ideologicamente delimitati. Quello che vogliamo fare è molto semplice: ci sono alcuni problemi, li vogliamo risolvere. Questa città non ha una visione. Siamo qui per proporla». Tra i suoi obiettivi vi erano la digitalizzazione della pubblica amministrazione, la promozione di meccanismi di trasparenza, la soluzione di problemi annosi quale il traffico della città, il rafforzamento del sistema di trasporto pubblico, il consolidamento degli edifici a rischio crollo, la tutela dei parchi. L'USB presentò candidature a sindaco per ognuno dei sei settori di Bucarest e in tutti i consigli e, malgrado le trattative, rifiutò ogni alleanza con altri partiti.
Pur iniziando la campagna elettorale intorno al 20%, alle elezioni l'USB si configurò come seconda forza politica di Bucarest. Dan ottenne il 30%, 13 punti sotto il nuovo sindaco Gabriela Firea (Partito Social Democratico). Il numero di voti fu superiore persino al Partito Nazionale Liberale, mentre l'USB elesse in consiglio generale 15 suoi rappresentanti, tra i quali lo stesso Nicușor Dan. Il messaggio del partito attrasse soprattutto i giovani con un alto livello d'istruzione.

### Unione Salvate la Romania
Cavalcando il successo delle amministrative, nel giugno 2016 Dan comunicò che avrebbe esteso il partito a livello nazionale, dando vita all'Unione Salvate la Romania (USR), che avrebbe lottato per dei posti in parlamento alle elezioni legislative di fine anno. Rifiutando un allineamento ideologico sull'asse destra-sinistra, l'USR si sarebbe battuta per lotta alla corruzione, per il miglioramento del funzionamento e della trasparenza della pubblica amministrazione, per lo sviluppo di un'economia sostenibile e per il supporto alle istituzioni europee. Per la posizione di primo ministro l'USR sosteneva il premier uscente, l'indipendente Dacian Cioloș.
Il voto dell'11 dicembre 2016 consegnò un quadro che vedeva l'USR come terza forza a livello nazionale. Nicușor Dan ottenne l'elezione a deputato rivestendo nel corso della legislatura il ruolo di capogruppo dell'USR (fino a giugno 2017) e di membro della commissione per la pubblica amministrazione e la gestione del territorio. L'USR andò all'opposizione insieme al Partito Nazionale Liberale, battendosi contro le manovre sulla giustizia attuate del Partito Social Democratico.
Dan fu rieletto presidente dell'USR con 173 voti su 251 nel corso del congresso del 13 maggio 2017. L'emergere di problemi interni al gruppo, identificati nel conflitto tra conservatori e progressisti e nella mancanza di fiducia tra i membri del partito, tuttavia, spinse Dan a riconsiderare la sua posizione. Nel giugno 2017, dopo che l'ufficio nazionale dell'USR decise di esprimersi ufficialmente sul referendum costituzionale sulla definizione di famiglia, Dan annunciò le sue dimissioni dal partito, affermando di essere contrario ad uno schieramento in materia e di non voler causare divisioni interne su base ideologica.
Continuò il mandato parlamentare da indipendente, ad eccezione di una breve parentesi nel maggio 2019, quando rientrò temporaneamente nell'USR al fine di permettere l'iscrizione dell'Alleanza 2020 USR PLUS alle elezioni europee, candidatura altrimenti bloccata per ragioni amministrative.

### Sindaco di Bucarest

#### Elezioni del 2020

L'ufficio allestito da Nicusor Dan in centro a Bucarest per la campagna elettorale del 2020.

Il 30 maggio 2019 annunciò la sua intenzione di concorrere nuovamente per la posizione di sindaco di Bucarest nel 2020, con la speranza di poter rappresentare l'intera opposizione. Il 27 febbraio 2020 il Partito Nazionale Liberale comunicò ufficialmente il suo appoggio. Vista la scelta del PNL, malgrado avessero già indicato Vlad Voiculescu quale proprio candidato, il giorno successivo anche Partito della Libertà, dell'Unità e della Solidarietà e USR dichiararono il proprio favore per Dan. Nonostante intensi negoziati con PNL e USR, un'ulteriore forza di centro-destra, il Partito del Movimento Popolare, invece, decise di presentare un proprio candidato.
Dan presentò la documentazione per la propria candidatura all'ufficio elettorale il 16 agosto 2020, affiancato dai leader di PNL e USR Ludovic Orban e Dan Barna. Alla vigilia del voto del 27 settembre, tra luglio e agosto diversi sondaggi lo vedevano come favorito su Gabriela Firea (PSD), che concorreva per la riconferma.
Nel corso della campagna elettorale, rimproverando il sindaco uscente di aver guidato il municipio in modo clientelare, riprese i punti già presentati negli anni precedenti. Tra le sue proposte Dan promise la realizzazione di una metropolitana di superficie, la costruzione di quindici parcheggi di interscambio nelle periferie, la realizzazione di un bosco urbano di 20 ha nel quartiere di Ghencea e la ristrutturazione di oltre 300 km di condotte per il riscaldamento. Lo slogan scelto fu «Insieme costruiamo la nuova Bucarest» («Împreună construim noul București»).
Al voto del 27 settembre Dan ottenne il 42,81% contro il 38% della Firea. Si insediò quale nuovo sindaco in seguito alla cerimonia d'investitura del 29 ottobre 2020. Alla maggioranza a suo sostegno al consiglio generale si aggiunse anche il PMP.

#### Primo mandato
PSD 21 seggi
     USR PLUS 17 seggi
     PNL 12 seggi
     PMP 5 seggi

PSD 21 seggi
USR PLUS 17 seggi
PNL 12 seggi
PMP 5 seggiComposizione del Consiglio Generale del Municipio di Bucarest a inizio mandato. Nicușor Dan godeva di una maggioranza di 34 consiglieri.

In apertura di mandato lamentò di aver trovato il comune in una situazione debitoria per 3 miliardi di lei (circa 600 milioni di euro), motivo per il quale avrebbe ridotto le spese per gli eventi e le decorazioni natalizie. Tra il 2020 e il 2021 vari conti intestati al comune furono infatti bloccati da disposizioni giudiziarie. Nel corso degli anni successivi riuscì a ripristinare la capacità di spesa delle casse comunali. Tra le prime azioni in veste di sindaco intraprese la chiusura della maggior parte delle società municipalizzate create da Gabriela Firea.
Sul piano dei trasporti acquistò 100 nuovi autobus elettrici, 100 tram e 100 filobus. Il contratto per i tram, affidato all'Astra Arad, aveva un valore di 20 milioni di euro, mentre l'acquisto degli altri mezzi fu saldato con fondi ottenuti dal PNRR. Per ottimizzare la rete del trasporto pubblico l'amministrazione modificò i percorsi di alcune linee di autobus, esternalizzò i servizi di pulizia dei mezzi, introdusse il biglietto unico integrato e creò circa 7 km di corsie preferenziali (per un totale di 22 km). Fu inoltre riorganizzata la gestione dei parcheggi nelle zone centrali, aumentandone il numero e introducendo la sosta a pagamento, al fine di scoraggiare l'utilizzo delle vetture personali. Furono inoltre firmati i contratti per la riabilitazione di 50 km di rete tranviaria e per la sua estensione di ulteriori 15 km. Il progetto della metropolitana di superficie promesso in campagna elettorale non fu realizzato, mentre la costruzione di nuove piste ciclabili passò in secondo piano. Furono creati appena 1,6 km di nuove piste e ristrutturati 2 km di quelle già esistenti. Il progetto di quindici grandi parcheggi di interscambio non fu mai avviato, mentre quello della semaforizzazione intelligente rimase allo studio di fattibilità. Il cantiere dell'unico parcheggio di interscambio sito in Șoseaua Pantelimon fu finalizzato nel maggio 2022 dopo quasi dieci anni di lavori.

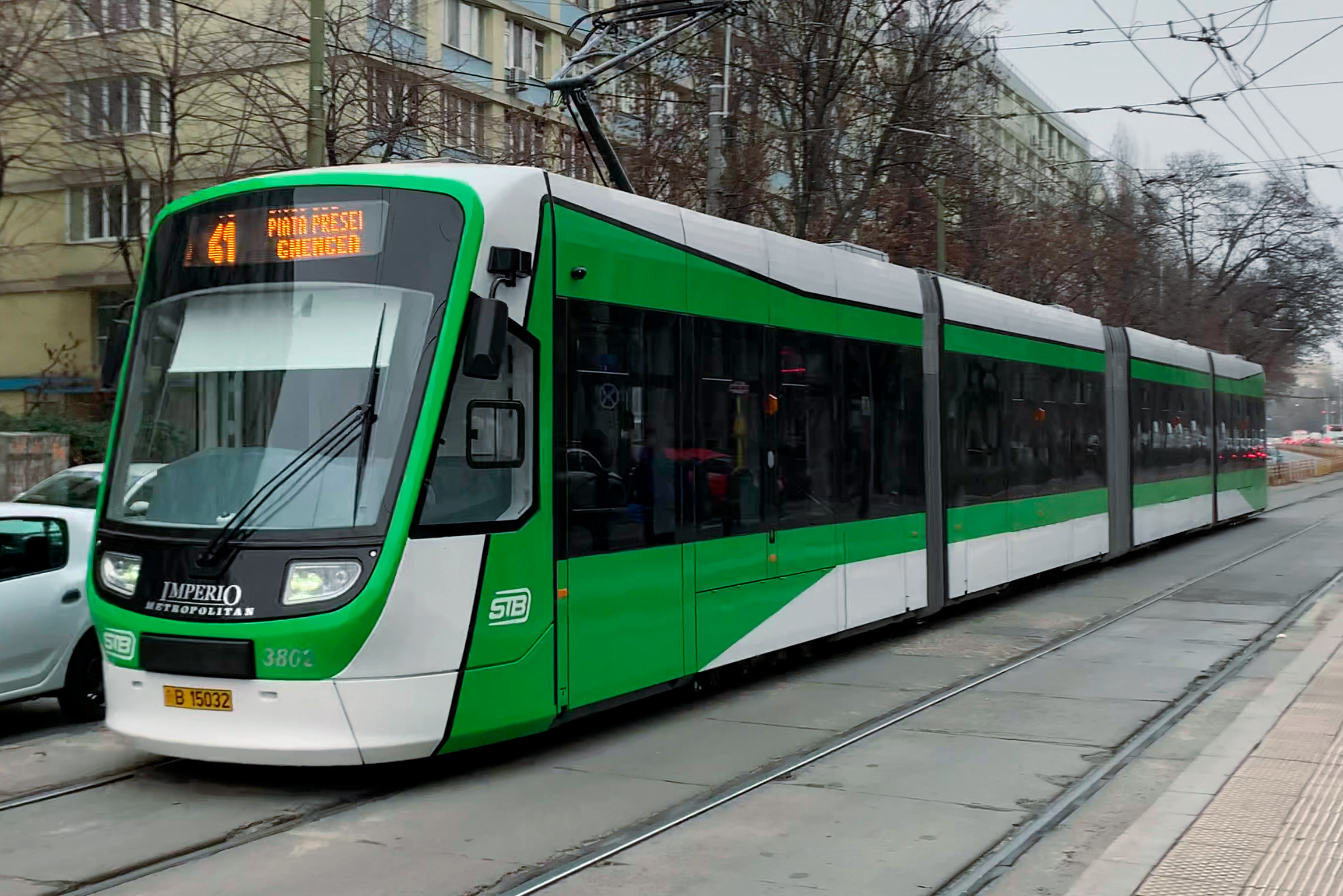
Uno dei tram Astra Imperio Metropolitan entrati in funzione nel 2023.

Il sovrappasso di Doamna Ghica, il cui cantiere aprì nel 2018, fu completato in ritardo nel settembre 2023. Vi furono gravi ritardi anche per l'ampliamento di Prelungirea Ghencea, che non fu ultimato, nonostante il progetto fosse stato varato già nel corso della precedente amministrazione. Durante il suo mandato fu realizzata la ristrutturazione del ponte Grant, l'allargamento della strada Iuliu Hațieganu nella zona est della città e il rinnovamento di venti aree di gioco e sport. Tra le altre infrastrutture il sindaco si vantò di aver ultimato l'impianto per il trattamento delle acque reflue di Glina grazie a sovvenzioni europee.
Furono rinnovate a spese del comune le sezioni di chirurgia e urologia dell'ospedale Colentina, mentre nel febbraio 2024 Dan affermò che sarebbero stati investiti 29 milioni di lei in cinque ospedali comunali. Nel marzo 2024 annunciò di aver ottenuto un finanziamento di 300 milioni di lei dal PNRR per il consolidamento degli edifici a rischio sismico e 600 milioni di lei dal programma nazionale di consolidamento del ministero dello sviluppo. Tuttavia la società municipalizzata AMCCRS aprì appena tre cantieri su centinaia di edifici a rischio. Fu consolidato solamente un edificio su una lista di 850.

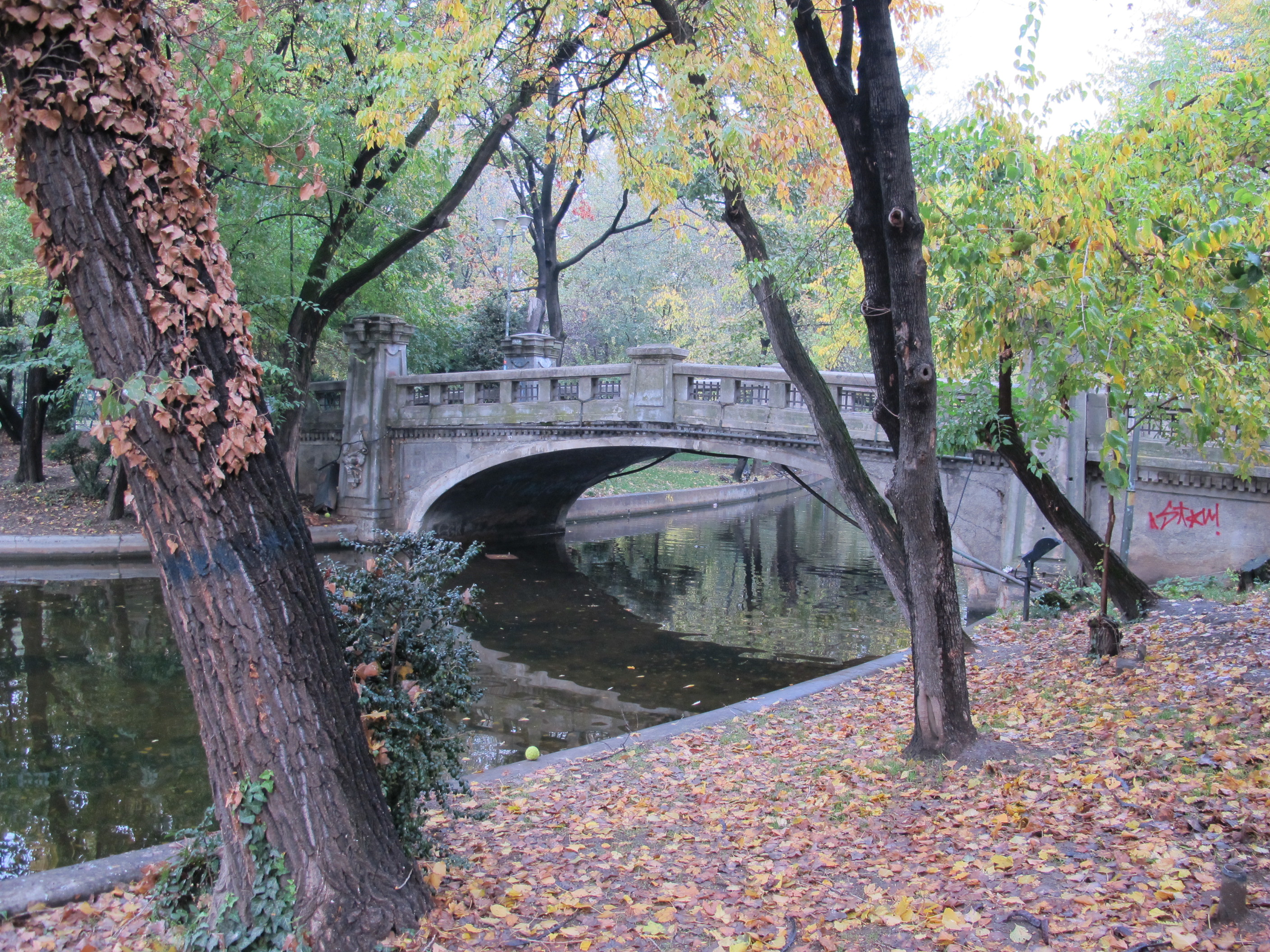
Una veduta del Parco Cișmigiu, al centro di critiche verso la gestione di Nicușor Dan.

Dan fu promotore di alcune opere che limitarono le perdite sulla rete di riscaldamento di Bucarest del 15%. Furono riabilitati circa 135 km di tubature e avviati i piani per il rinnovamento per un totale di 210 km (sui 1.000 dell'intera città). Nicușor Dan dichiarò che gli investimenti su questo punto si avvicinavano a 2 miliardi di lei all'anno. Fu creata anche una nuova centrale termica nel quartiere di Titan. Per una distribuzione più efficiente propose la creazione di venti mini-centrali termiche, la cui pianificazione fu avviata nell'ultimo anno di mandato. I problemi per l'utenza tuttavia continuarono a verificarsi, mentre l'amministrazione non fu sempre trasparente sul piano della comunicazione con i cittadini.
Uno dei propositi principali della sua amministrazione fu quello di frenare lo sviluppo caotico di Bucarest. Nel febbraio 2021 il consiglio generale approvò la sua proposta di sospensione per un anno dei piani urbanistici zonali predisposti dai settori. Dan inoltre bloccò numerose concessioni edilizie che secondo lui mettevano a rischio la salvaguardia del patrimonio artistico o naturale della città. Secondo il sindaco infatti le precedenti amministrazioni avrebbero concesso oltre 20.000 autorizzazioni che non rispettavano i requisiti legali. A tal proposito il comune vinse vari processi sull'argomento dell'abusivismo edilizio. Una delle sue priorità fu quella dell'elaborazione di un Piano urbanistico generale, cui sarebbe stato integrato anche un piano di mobilità urbana sostenibile, che pur ultimato però non giunse in approvazione presso il consiglio generale prima della fine del mandato.
Si confrontò poi con il problema della manutenzione degli spazi verdi, specialmente di due grandi parchi cittadini, Cișmigiu e Herastrău. Dopo numerose polemiche sul degrado della zona il comune riparò il sistema di irrigazione del parco Cișmigiu, mentre furono rinnovati 20.000 metri quadri di viali nel Parco Tineretului. Pochi investimenti vennero invece realizzati per il Parco Herăstrău. Pur riconoscendo l'abusivismo di vari locali fabbricati al suo interno, non prese azioni concrete per la loro demolizione. Le promesse elettorali riguardanti la cintura verde intorno alla città e il bosco urbano di Ghencea non furono realizzate. Nel corso del mandato il comune comminò una multa di 35 milioni di euro per il mancato rispetto degli spazi verdi a dei privati che avevano intenzionalmente ridotto la vegetazione all'interno di una porzione del parco IOR in modo da facilitarne la dichiarazione di area edificabile.

#### Elezioni del 2024
Nel febbraio 2023 il PNL formulò un documento in dieci punti sulla gestione della città e chiese a Nicușor Dan di portarlo a termine entro sei mesi, minacciando di non sostenerlo più in consiglio. Il sindaco presentò il proprio rapporto il 31 luglio, mentre nel novembre 2023 Dan rifiutò di iscriversi al PNL su invito del presidente del partito Nicolae Ciucă. Nel febbraio 2024, dopo l'analisi di un sondaggio rivolto ai cittadini, il presidente della sezione del PNL di Bucarest, Sebastian Burduja, comunicò che il partito ritirava il sostegno a Dan, passando all'opposizione in seno al consiglio generale di Bucarest. Nel corso dei quattro anni di amministrazione Nicușor Dan entrò in contrasto, oltre che con i consiglieri PNL, anche con alcuni sindaci di settore, come quello del Settore 3 Robert Negoiță e quello del Settore 6 Ciprian Ciucu, che lo accusavano di non averli consultati in merito ad alcuni progetti o costruzioni.
Dan annunciò che nel 2024 si sarebbe nuovamente candidato da indipendente grazie al sostegno dell'Alleanza Destra Unita (coalizione composta da USR, PMP e FD). Dichiarò che nel periodo precedente la campagna elettorale aveva ricevuto donazioni per 400.000 euro, provenienti dall'USR (100.000 euro) e da altri 3.000 donatori. Presentò lo slogan «Normalità» («Normalitate»).
Nel maggio 2024, nel corso di un incontro in cui esponeva i risultati della sua amministrazione, illustrò le priorità di un nuovo potenziale mandato. Tra le promesse figuravano il rinnovamento di 280 km della rete di riscaldamento, la costruzione di venti centrali termiche, l'acquisto di 250 nuovi tram e 22 filobus, il completamento della pista di pattinaggio Flamaropol e dei lavori su Prelungirea Ghencea. Tra le altre infrastrutture avrebbe realizzato il sistema di semaforizzazione intelligente su 544 incroci e riabilitato numerosi tunnel e ponti. L'approvazione del nuovo Piano urbanistico generale avrebbe permesso di individuare le aree per la costruzione di una sala polivalente, di un complesso sportivo, di un parco zoologico, di una filarmonica e di un museo della scienza. Sul suo programma appariva anche l'istituzione di un banco alimentare per la popolazione vulnerabile. Nel nuovo mandato si augurava di abbattere il grattacielo Cathedral Plaza, per il quale aveva già firmato l'ordine di demolizione, in quel momento contestato in tribunale.
A due settimane dalle elezioni locali del 9 giugno 2024 vari sondaggi lo davano in vantaggio su Gabriela Firea. Vinse le elezioni con il 47% delle preferenze, 25 punti sopra il candidato del PSD.
Nel primo discorso successivo alla pubblicazione dei risultati annunciò che avrebbe convocato un referendum per la revisione del meccanismo di finanziamento del comune di Bucarest e dei settori, al fine di incrementare il bilancio a disposizione della sua istituzione. Il referendum ebbe luogo il 24 novembre 2024 e fu approvato da circa il 65% degli elettori.
Il secondo mandato iniziò ufficialmente il 29 ottobre 2024.

### Elezioni presidenziali del 2025

Dan con George Simion durante un dibattito su Euronews, 8 maggio 2025

Candidatosi ufficialmente alle elezioni presidenziali del 2025, giunge dapprima inaspettatamente al ballottaggio contro George Simion battendo di pochissimi voti il candidato governativo, Crin Antonescu, e viene successivamente eletto con il 54% dei voti.

## Aspetti controversi

### Dichiarazioni sugli omosessuali
In un articolo pubblicato nel 2000 sul settimanale Dilema Veche, ripreso dalla stampa dopo il suo ingresso in politica, Dan affermò «Sono contrario all'accettazione del comportamento omosessuale in pubblico, in Romania. Reputo che oltraggi i valori tradizionali, nonché la mia identità collettiva, legittima». Nel corso degli anni dichiarò più volte di essersi ricreduto e che le sue idee in materia di diritti per gli omosessuali erano cambiate considerevolmente.

### Denuncia dell'Agenzia nazionale per l'integrità
Nel febbraio 2023 l'Agenzia nazionale per l'integrità (ANI) si rivolse alla procura, avanzando l'ipotesi di un conflitto d'interessi. Tra l'agosto e il settembre 2021 Dan fu direttore generale ad interim della società municipale incaricata della gestione degli spazi verdi (l'ALPAB) e in base al reclamo dell'ANI in tale veste avrebbe richiesto una maggiorazione del bilancio a disposizione dell'ente di 3 milioni di lei (circa 600.000 euro), che lui stesso avrebbe approvato in qualità di sindaco. L'ANI inoltre gli contestò una situazione di incompatibilità, in quanto nel corso del mandato di primo cittadino aveva rivestito a diverse riprese i ruoli di dirigente in varie società municipali, quali l'ALPAB, l'amministrazione per il consolidamento degli edifici a rischio sismico (AMCCRS), l'amministrazione delle strade di Bucarest (ASB) e il centro culturale Expo Arte, pur senza ricevere una delega per rappresentarle.
Tra le altre accuse avanzate dall'ANI, per la quale l'ente lo deferì alla procura dell'Alta corte di cassazione, vi fu il caso di una multa comminata dall'Ispettorato di Stato per le costruzioni e pagata dalle casse comunali, che l'agenzia invece riteneva fosse stata fatta al sindaco in qualità di persona fisica.
Il 21 settembre 2023 la corte d'appello del tribunale di Bucarest respinse le contestazioni dell'ANI in materia di conflitto di interessi e incompatibilità. Il 22 ottobre 2024 la Corte di cassazione decretò l'annullamento del rapporto dell'ANI.

### Accuse di collaborazione con la Securitate
Il 3 giugno 2024, nel corso della campagna elettorale del 2024, la stampa diffuse un rapporto che lo accusava di aver collaborato con la Securitate, la polizia politica di epoca comunista. Il documento, datato 1988, descriveva i contatti tra la Securitate e l'allora diciassettenne Dan, che avrebbe fornito delle note informative sui suoi colleghi alle olimpiadi internazionali di matematica. Vari storici ed esperti sollevarono dei dubbi sull'autenticità del rapporto.
Il 4 giugno 2024 il Consiglio nazionale per lo studio degli archivi della Securitate (CNSAS) annunciò che il documento non proveniva dai propri schedari e deliberò l'avvio di un'indagine. Il 2 ottobre il CNSAS dichiarò di non aver identificato documenti che ne attestavano il ruolo di collaboratore o agente della Securitate.

## Vita privata
Il padre era operaio presso l'industria chimica di Făgăraș, la madre contabile per un'industria di riciclaggio rifiuti. Ha una sorella, psicoterapeuta a Bucarest.
Convive con la compagna Mirabela Grădinaru, manager presso Renault, con cui ha avuto una figlia, nata nel maggio 2016, e un figlio, nato nel 2022.